# Jacques Louis Laramée
Pour les articles homonymes, voir Laramée.
Jacques Louis Laramée est un homme politique français né le 14 février 1756 à Rocroi (Ardennes) et décédé le 16 octobre 1834 à Paris.
Chanoine régulier de la congrégation de France, il est devient administrateur de la Nièvre sous la Révolution, puis commissaire près les tribunaux civil et criminel de la Nièvre. Sous-préfet de Clamecy sous l'Empire, il est député de la Nièvre pendant les Cent-Jours, en 1815.

## Sources
- « Jacques Louis Laramée », dans Adolphe Robert et Gaston Cougny, Dictionnaire des parlementaires français, Edgar Bourloton, 1889-1891 [détail de l’édition]